# Шипков, Георгий Иванович
Гео́ргий Ива́нович Шипко́в (1863—1938) — богослов и пресвитер баптистской церкви Благовещенска-на-Амуре. Первый председатель (в 1913—1919 годах), а затем — духовный наставник Дальневосточного отдела Всероссийского союза баптистов.
В годы сталинских преследований был репрессирован, приговорён к расстрелу, умер в тюремной больнице.

## Биография
Георгий Шипков родился 25 октября 1863 года в селе Тяглое Озеро Самарской губернии в семье крестьян. Родители по вере были «водными молоканами», то есть близкими к традиционному протестантизму молоканами, приемлющими водное крещение. Георгия воспитывали в строгом религиозном духе. В 1870-х годах его родители переехали в Приамурье (Амурскую область), с 1878 года жили в Благовещенске-на-Амуре, куда в те годы массово переселялись молокане. В юности Георгий проявил склонность к чтению, а также к изучению языков. Получив начальное образование в Самарской губернии, после переезда на Дальний Восток он занимался самообразованием. Его отец Иван Андреевич имел лавку, в которой сын часто оставался за продавца.
В дальнейшем Георгий служил в торговой фирме американца Иноко Эмери, где заведовал деловой корреспонденцией. В 1890 году, благодаря знанию иностранных языков, поступил телеграфистом-переводчиком в почтово-телеграфную контору, получил чин губернского секретаря. Параллельно со службой продолжил свое самообразование. В 1891 году Георгий сдал экстерном экзамены в благовещенской мужской гимназии и получил аттестат о полном среднем образовании.
В 1886 году женился на Софии Коропковой, происходившей, как и он, из самарских крестьян. София была православной, но впоследствии приняла веру мужа.
В 1889 году Георгий Шипков принял баптистское исповедание. Он интересовался теологией, перечитал всю богословскую литературу на английском, французском, немецком языках, какую смог найти в Благовещенске. Примерно с двадцатилетнего возраста Шипков стал собирать личную библиотеку, в том числе русскую классику, работы по истории, философии, астрономии, учебники иностранных языков. Особое место в его собрании литературы занимали книги по богословию и филологии библейских языков. К середине 1930-х годов его личная библиотека насчитывала порядка шести тысяч томов на разных языках
Для получения систематического богословского образования Георгий в 1894 году поступил на богословский факультет Американского университета в Пекине. Во время учёбы работал служащим чаеразвесочной фабрики фирмы «Токмаков-Молотков и Ко» в Тяньцзине. После окончания богословского факультета в 1898 году вернулся в Благовещенск и вновь устроился работать на телеграфе, прослужив там до 1921 года. Совмещал эту службу с преподаванием английского языка в различных учебных заведениях Благовещенска (диплом Американского университета не только подтверждал его богословское образование, но и давал право на
преподавание шести языков: немецкого, английского, французского, латинского, греческого и древнегреческого). Живя в Китае, он также научился общаться на китайском языке. Со временем преподавание стало его основной работой.
Был репрессирован в 1935 году, умер в тюремной больнице 21 марта 1938 года.

## Церковная деятельность
В 1913 году по инициативе Шипкова в Благовещенске был проведён съезд (под председательством Василия Павлова), принявший решение о создании Дальневосточного отдела Всероссийского союза баптистов. Шипков стал его первым председателем. В конце 1919 года его в качестве председателя сменил Яков Винс, Шипков стал его заместителем. Вместе с Винсом Шипков преподавал на созданных при Отделе краткосрочных курсах проповедников, которые пользовались большой популярностью.
В 1925 году, после реформирования Дальневосточного отдела Всероссийского союза баптистов в Дальневосточный союз баптистов (ДВСБ), стал его секретарём, а в 1926 году — духовным учителем и инструктором ДВСБ. В этом качестве в 1926 году принял участие в работе 26-го Всесоюзного съезда баптистов СССР в Москве, выступив там с докладом о работе ДВСБ. В 1928 году в качестве делегата от ДВСБ принимал участие в Четвёртом Всемирном конгрессе баптистов в Торонто, прочитав доклад на английском языке. После конгресса ему предложили остаться в Америке, но он отказался.
Помимо этого Шипков был пресвитером Благовещенской общины баптистов в 1898—1913 годах и в 1930—1935 годах (после ареста пресвитера Петра Винса и до своего собственного ареста). Сына Петра Винса, родившегося в 1928 году, назвали Георгием в честь Шипкова. В 1930 году молитвенный дом, построенный верующими ещё в 1910 году, был конфискован, многие служители подверглись ссылке или заключению.

### Преследования
Георгия Шипкова арестовали 27 апреля 1935 года и 19 ноября того же года Особое совещание при НКВД СССР приговорило его к трёхлетней ссылке на поселение в Омскую область без права переписки по статье 58-10 УК РСФСР. В Омске в связи с преследованиями в это время находилась большая группа баптистских служителей из Благовещенска и Хабаровска. Те из них, кто не содержался непосредственно в заключении, собирались маленькими группами для совместной молитвы. Георгий Шипков участвовал в таких встречах. Шипкова приютила семья дальневосточного служителя Василия Перцева, выделив ему небольшую комнату. Власти не оставляли его в покое, часто допрашивали и угрожали ссылкой ещё дальше на Север.
В 1937 он был этапирован обратно в Благовещенск. Его обвинили в шпионаже в пользу Японии (перед конгрессом в Торонто в 1928 году он побывал в Японии, что и послужило мотивом для обвинения) и 31 марта 1938 года приговорили к расстрелу. Однако Георгий Шипков скончался в тюремной больнице 21 марта 1938 года, то есть ещё за 10 дней до вынесения расстрельного приговора. В акте о смерти указано, что он умер в результате продолжительной болезни.
Георгий Иванович Шипков был посмертно реабилитирован 25 ноября 1991 года заключением прокурора Амурской области.

## Богословие
Богословские статьи и проповеди Шипкова публиковались в разное время, в том числе и после его смерти, в журналах «Братский вестник», «Баптист», «Слово Истины», «Баптист Украины», «Братский листок». Их отличает насыщенный и красочный язык, кроме того, автор демонстрирует хорошее знание истории религий — преимущественно греческой, египетской и еврейской, а также культуры и истории этих народов.
Статья «Основание и созидание Церкви» была подготовлена как реферат и прочитана в 1921 году в Благовещенской церкви баптистов. Эта работа затрагивает один из принципиальных вопросов баптистского вероучения — устройство Церкви. В этой статье прослеживается история основания и создания Церкви, — от первоапостольской до современности. Поводом для её написания стал тезис об апостольской преемственности священства, как «цепочки рукоположений», выдвигаемый православными миссионерами в дискуссиях с баптистами. Шипков утверждает факт наличия такой цепочки у баптистских служителей (через служителей-меннонитов), однако не предаёт ей значение. По Шипкову, значение имеет преемство духа, учения и жизни апостолов, а самым надёжным признаком преемственности является живая Церковь, в которой люди рождаются свыше для новой жизни.
В других работах Шипков оппонировал адвентизму и субботничеству, практикам пятидесятничества и теории «двойного предопределения» кальвинизма.
О наступивших преследованиях верующих людей Шипков высказался так: «Искупительные страдания Его (Христа) за верующих (бывших грешников) необходимо должны компенсироваться их благодарственными страданиями за Него». В 1934 году Шипков писал в одном из писем: «Если бы мы поступились собраниями, то наша община потеряла бы свое лицо, распалась бы, но… Он (Господь) внушил нам сознание угрожающей опасности — рассеяться по домам и желание во что бы то ни стало поддерживать Его дело. Впоследствии пришлось нам сделать чрезвычайные усилия по сбору материальных средств, и… мы вышли из затруднительного положения». По Шипкову, если Бог допускает страдания, то верующим не следует разочаровываться и роптать, но надо переносить страдания с верой, упованием на Бога и благодарностью за спасение.
Высказывались предположения, что результаты труда Шипкова по толкованию Нового Завета были изложены им в большой рукописной книге, однако судьба этой книги неизвестна.

## Комментарии
1. ↑  Мария (1889, Благовещенск — 1960, Новосибирск). Александр (20.01.1891, Благовещенск — 29.09.1938, Благовещенск), в 1909—1927 годах — казначей правления Общества типографских рабочих, в 1930-х — заводской рабочий. В 1938 году арестован по «политической» статье, умер в тюрьме. Реабилитирован. Генрих (родился 1893), умер младенцем. Лидия (10.03.1902, Благовещенск — 08.11.1996, Благовещенск), в замужестве Новосельская. Евгений (1903—1919). Нина (09.01.1906, Благовещенск — 22.11.1978, Ульяновск). Адольф (1910, Благовещенск — 04.1944, Брест). [1].
2. ↑  Дата рождения 25.10.1863 указана в именном и биографическом справочнике-указателе «Благовещенцы. 1858—1920-е гг». изданном Амурским областным краеведческим музеем. По всей видимости её следует считать правильной. Альтернативную дату рождения (25.10.1865) сообщает Павел Иванов-Клышников в биографической справке, предваряющей одну из богословских статей Георгия Шипкова в журнале «Баптист»[2]. Однако в «Книге памяти Амурской» области указано, что Шипков родился в 1863 году[3]. 1863 год, как год рождения Шипкова, указывает также историк Елена Мурыгина, знакомившаяся с материалами уголовного дела Шипкова[4].
3. ↑  Годы жизни: 30.09.1865 — 07.01.1950[1].
4. ↑  156 томов из уцелевшей части библиотеки Шипкова хранится в Амурском областном краеведческом музее им. Г. С. Новикова-Даурского; среди них — богословские труды Ж. Кальвина, Ф. Трейча, С. Драйвера, В. Саллимана, Р. Сталкера, А. Неандера, Ж. Ренана, Д. Штрауса, П. Шаффа, К. Моргана, Г. Спаргеона, Э. Штрюмпфеля, А. Гийота и др.[7]